# Hamilton Creek (comté de Saint-Louis)
Pour les articles homonymes, voir Hamilton.
Hamilton Creek est un ruisseau situé dans le comté de Saint-Louis, dans l'État américain du Missouri. C'est un affluent de la rivière Meramec.
Hamilton Creek porte le nom de Ninan Hamilton, un éleveur.